# Геоінформаційні технології
Геоінформаці́йні техноло́гії — ГІС-технології — технологічна основа створення географічних інформаційних систем, що дозволяють реалізувати їхні функціональні можливості.
Сучасні тенденції інформатизації в багатьох сферах суспільної діяльності не обминули і сферу управління охороною природного середовища і екологічної політики. Складовою інформаційного середовища, яке забезпечуватиме обґрунтоване прийняття рішень в цих галузях є географічна інформація.
Геоінформаційні технології (ГІТ), що мають справу з географічно координованою інформацією надають широкі можливості аналізу цієї інформації та представлення її у зручному для користувача вигляді: карт, серій карт, атласів, графіків, діаграм, профілів тощо. На основі ГІТ зручно створювати і використовувати бази даних екологічної тематики з метою забезпечення діяльності в сферах економіки природокористування, екологічного менеджменту, вирішувати широке коло задач, пов'язаних з оцінкою екологічної ситуації та планування природоохоронних заходів [3].

## Геоінформаційне картографування
Геоінформаційне картографування надає можливість оперативного укладання, редагування та виводу до користувача тематичних карт. Подальша робота передбачає доповнення існуючої бази даних показниками за останні роки, що дозволить прослідкувати динаміку та тенденції здійснення природоохоронних заходів.
Зважаючи на досвід створення електронних атласів і карт у світі і Україні [4, 5], доцільно застосувати геоінформаційні технології, що дозволяють прискорити процес попередньої обробки, укладання, редагування, коректури карт, та їх підготовки до видання.
Для створення серії карт можна обрати такі технології, як:
1. Пропрієтарні (платні, ліцензія тільки на використання):
  1. MapInfo Professional;
  2. ArcGIS for Desktop;
  3. ГИС Панорама.
2. Вільні (безкоштовні, навіть з відкритими вихідними кодами):
  1. GRASS GIS;
  2. Quantum GIS;
  3. SAGA GIS;
  4. GvSIG;
  5. uDIG GIS.

## Етапи створення електронних карт
Загальновідомо, що створення традиційного атласу чи серії карт розпочинається з визначення його призначення та змісту, вибору географічної основи карт, масштабу, проєкцій. Для електронної картографії питання про базові карти-основи набуває іншого змісту, оскільки їх масштаби можуть змінюватися в широких межах [5]. За базові масштаби карт серії обрано 1:5 000 000 та 1:6 000 000. Це обумовлено розмірами території картографування (басейну Дніпра в межах України), найуживанішими форматами паперу (210х297 мм та 297х420 мм). Карти проектуються для використання у комп'ютерному варіанті (роздруковані на папері) так і електронному варіанті (можливий їх перегляд безпосередньо на моніторі комп'ютера).
Навантаження об'єктами гідрографії, населеними пунктами, кордонами та межами відповідає навантаженню географічних основ відповідних масштабів на твердих носіях. Певною мірою електронні карти основи розріджені порівняно з паперовими картами, також для підписів використано трохи більші за розміром шрифти. Це викликане невисокою роздільною здатністю зображень, які користувач спостерігає на моніторі комп'ютера. Для більшості моніторів роздільна здатність становить 0,26 — 0,28 мм.
З тематичних шарів лінійних і площинних об'єктів гідрографії відібрано об'єкти, які необхідно показувати у відповідних масштабах. Ценз відбору лінійних об'єктів гідрографії встановлено на основі того, притоками якого порядку вони є стосовно Дніпра, Дунаю та Чорного і Азовського морів. Стосовно площинних об'єктів гідрографії, їх відбір пов'язаний з роздільною здатністю монітора комп'ютера. Шар населених пунктів вміщує столицю України — місто Київ, міста державного підпорядкування (Севастополь), обласні центри, столицю Автономної республіки Крим.
Згідно із загальною схемою створення електронних карт на основі ГІТ першим етапом складання карт є введення даних.
Метричні дані в систему не вводилися. Географічні основи карт створювалися шляхом відбору і узагальнення об'єктів з цифрової карти України в масштабі 1:1 000 000. Атрибутивні дані (звітні матеріали Міністерства екології та природних ресурсів України) вводилися в систему вручну. Введення даних проводилося разом з геокодуванням за допомогою MapInfo Professional. За допомогою інструменту «символ» на детальній географічній основі масштабу 1:1 000 000 наносилося місцезнаходження проведених природоохоронних заходів (річка, населений пункт, район, область). Створювався точковий об'єкт, інформація про який відразу вводилася в базу даних.
Проведення попередньої обробки даних полягає у аналізі та узагальненні введених в систему даних. Засобами мови структурованих запитів (SQL — запитів) до бази даних здійснені запити стосовно кількості заходів певного типу в кожній області, кількості областей, в яких здійснювався певний тип природоохоронної діяльності. На основі цих запитів удосконалювалася структура серії карт. На основі основної бази даних створювалися таблиці даних для кожної карти: відбиралися дані про здійснення заходів певного типу в областях Для автоматизації запитів до бази даних слід використовувати вікно «Map Basic», яке викликається за допомогою пункту «Показати вікно MapBasic» (Show MapBasic Window) з меню «Опції» (Options). Отримані в результаті цього таблиці даних містять інформацію в межах адміністративних областей і використовуються безпосередньо для побудови тематичних карт.
Кольорові композиції карт зберігаються в форматі робочих просторів MapInfo. Тематичні шари створювалися засобами MapInfo з використанням програм карт і таблиць атрибутивних даних. Легенди карт доцільно створювати графічними засобами MapInfo і зберігати в окремих картографічних шарах. Це дозволяє формувати легенду згідно з існуючими в картографії правилами компонування легенд.
Діаграмні фігури та графіки на картах розміщувалися не в геометричних центрах областей, а прив'язувалися до об'єктів спеціального точкового шару, який забезпечує оптимальне розміщення діаграмних фігур в кордонах областей. Тематичні карти створювалися вже для цього точкового шару шляхом приєднання даних з вихідної таблиці.
Умовні знаки кольорових композицій розроблено на основі бібліотеки символів MapInfo. Методика передбачає також створення за необхідності нових умовних знаків засобами програми Symbol.mbx що входить до комплекту поставки MapInfo.

## Друк електронних карт
Друк кольорових композицій електронних карт у форматі MapInfo здійснювався в роботі за допомогою струменевих кольорових принтерів. Карти друкувалися на принтері HP DeskJet 1120C. При цьому потребувала вирішення проблема кольорової відповідності між зображенням на моніторі та на твердих носіях. Проблема може бути вирішена шляхом використання можливості експорту макетів карт з MapInfo у обмінні формати *.bmp, *.jpg, *.wmf, що дозволяє доопрацьовувати макети у спеціалізованих видавничих системах Adobe Illustrator, QuarkXPress тощо. При передачі карт замовнику у цифровому вигляді, передбачено збереження їх у обмінних форматах *.bmp, *.jpg, *.wmf, що дозволяє використовувати їх традиційними офісними програмами, які успішно працюють із зазначеними форматами. Наприклад карту або її фрагмент можна розмістити в документі MS Word як графічний файл.